# Philaethria dido
Philaethria dido es una especie de lepidóptero de la familia Nymphalidae. Se distribuye desde las selvas de la Amazonia hasta México.
Tiene una envergadura de alas de  110 mm. Los adultos vuelan desde julio a diciembre en México.
Las larvas se alimentan de especies de Passiflora, incluidas Passiflora laurifolia, Passiflora vitifolia, Passiflora edulis, y Passiflora ambigua. Subespecies Philaethria dido choconensis solamente come de Passiflora vitifolia.

## Galería

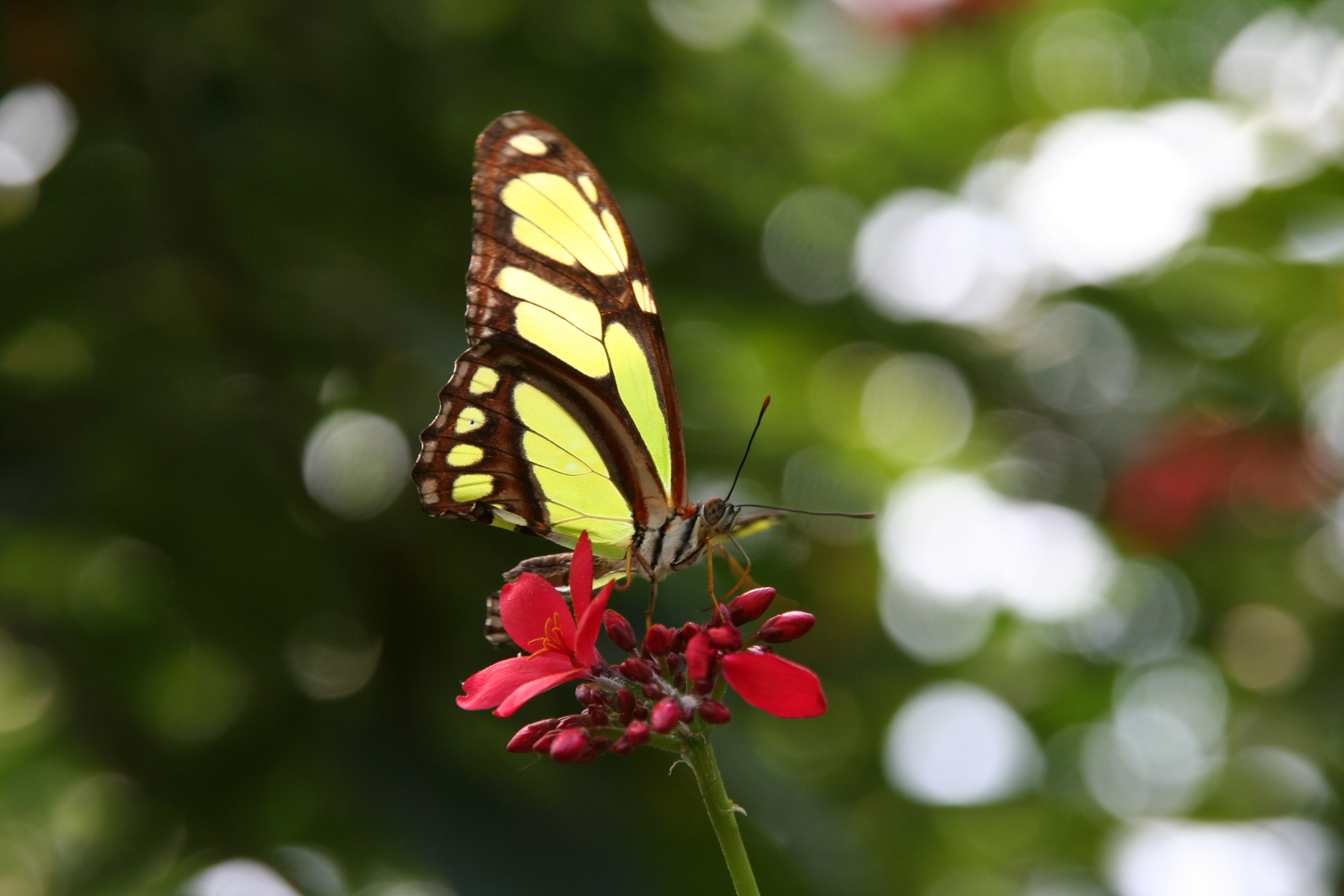
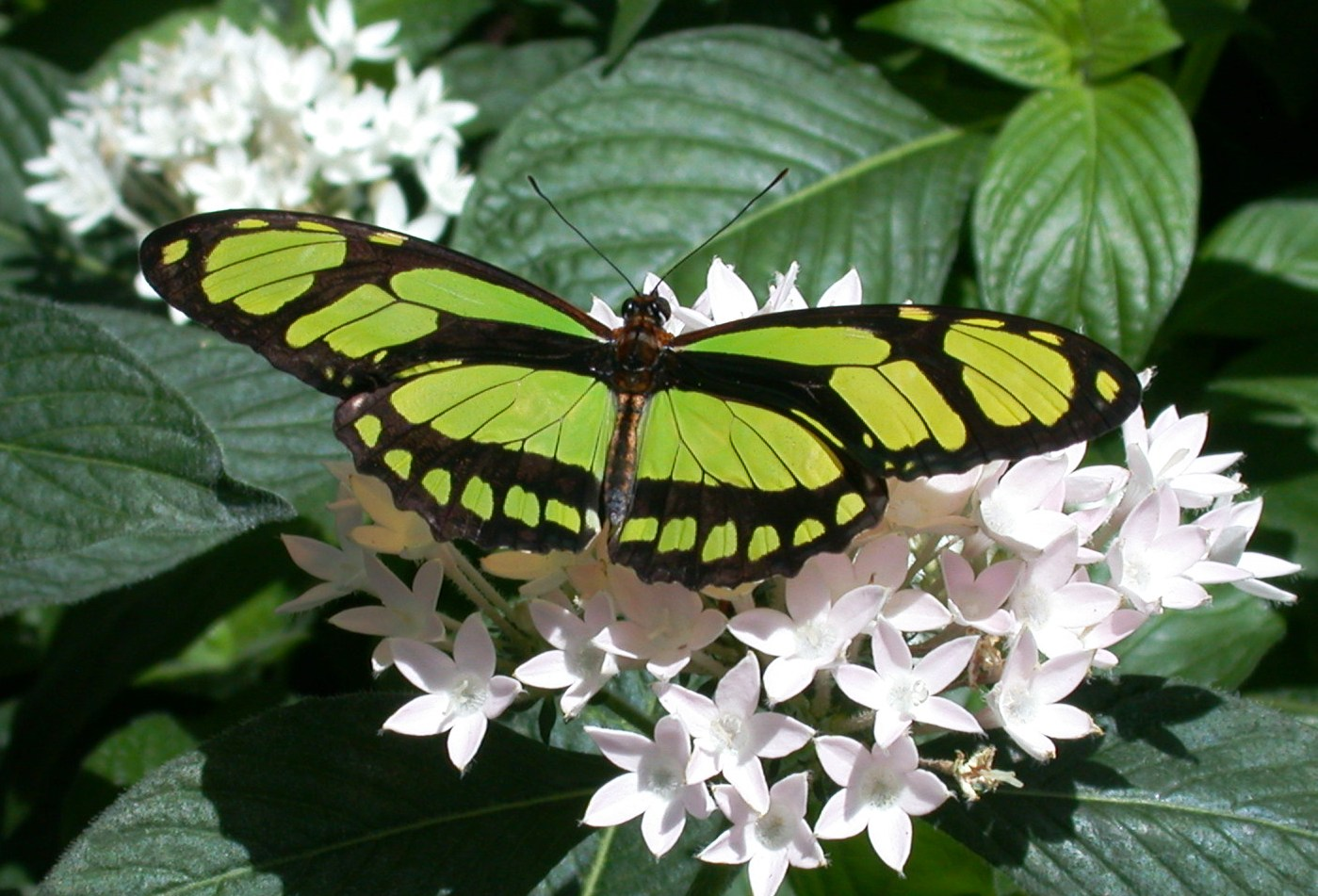
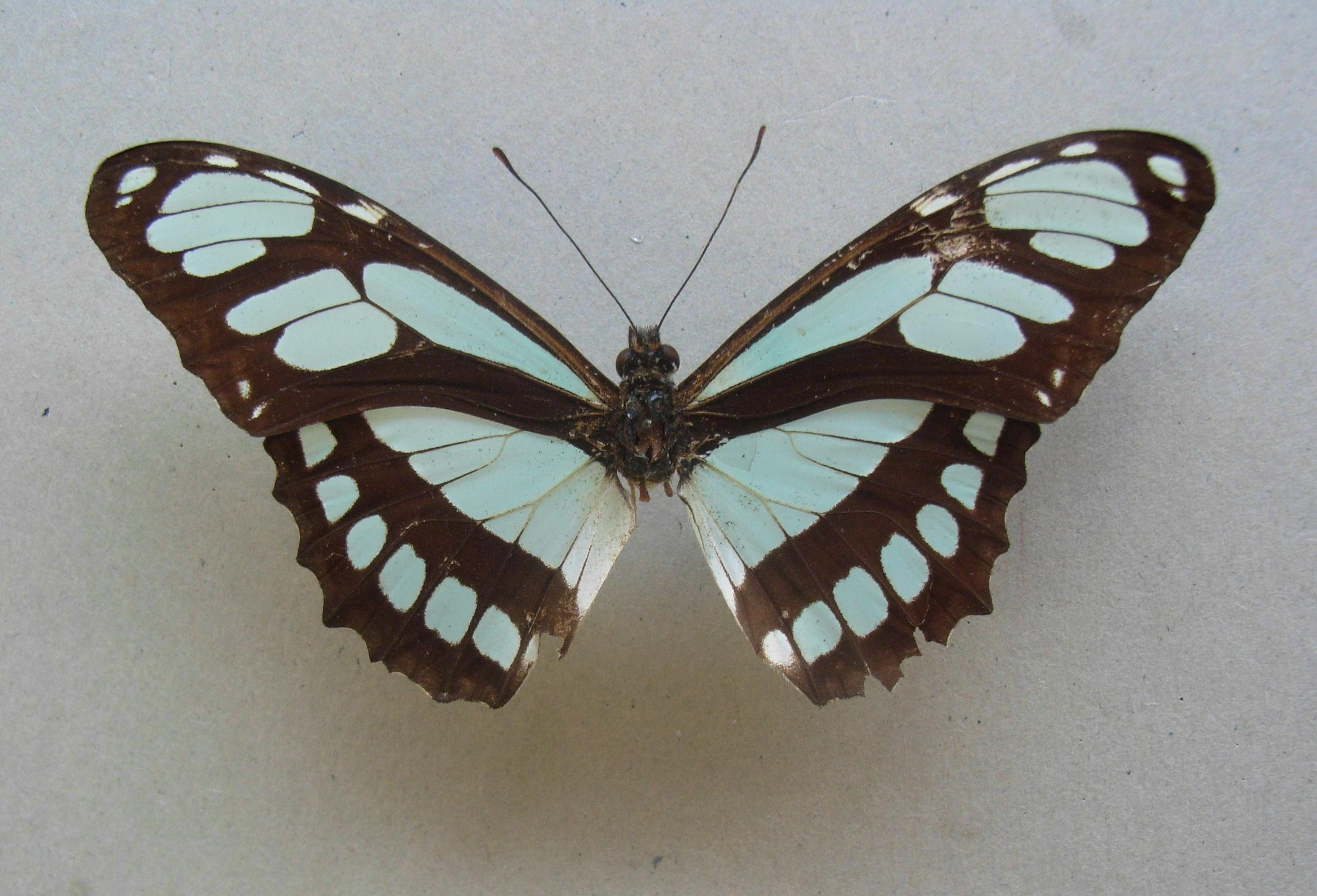
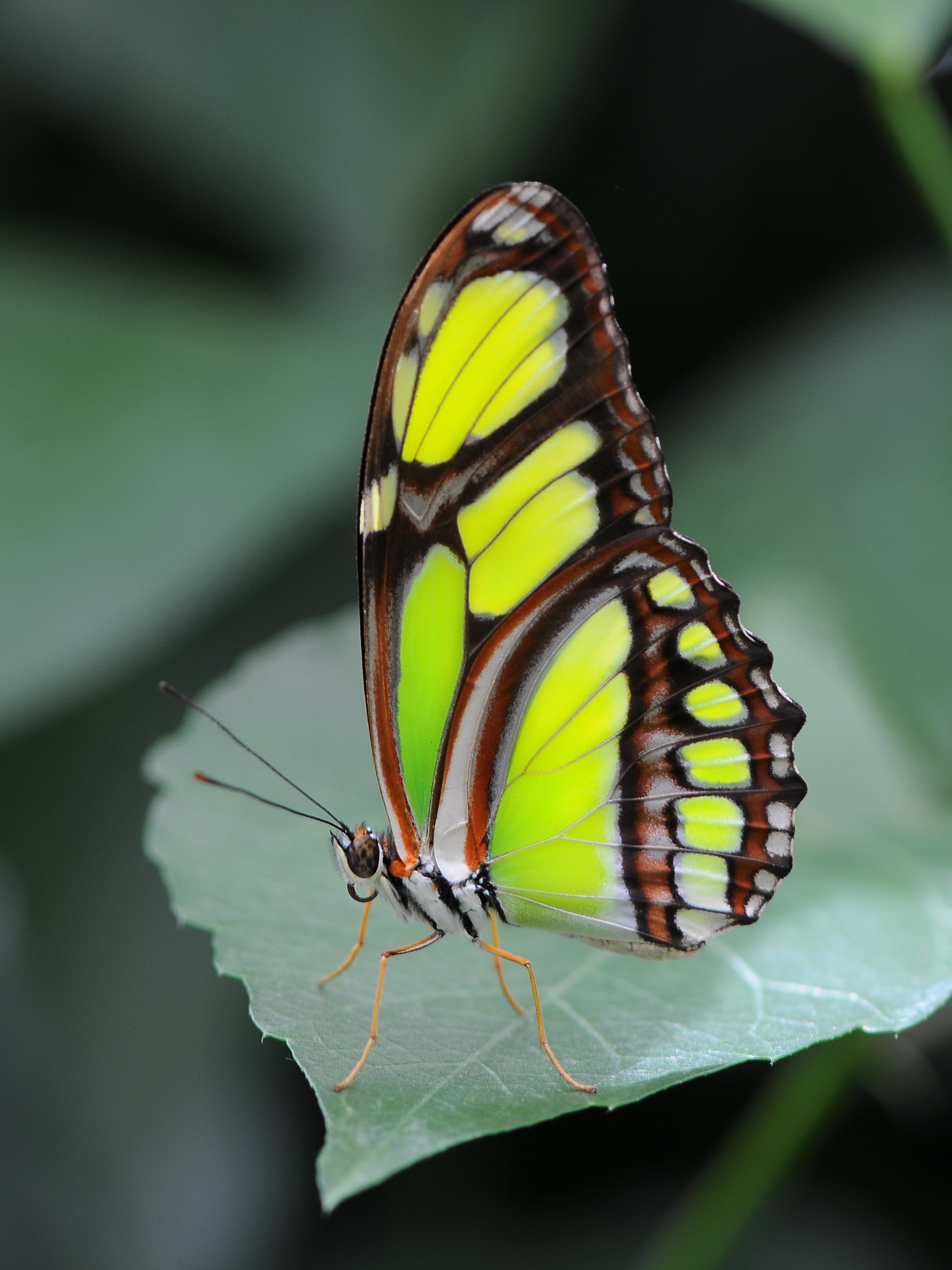

## Subespecies
Tiene las siguientes subespecies:
- Philaethria dido choconensis
- Philaethria dido dido
- Philaethria dido panamensis